# Baszyny
Baszyny is een plaats in het Poolse district  Krotoszyński, woiwodschap Groot-Polen. De plaats maakt deel uit van de gemeente Krotoszyn en telt 200 inwoners.